# Monte Caprichoso
El Monte Capirchoso (en inglés: Mount Moody) es un cerro de 554 m s. n. m. que se ubica en el este de la isla Gran Malvina del archipiélago de las Malvinas, que según la Organización de las Naciones Unidas (ONU), está en litigio de soberanía entre el Reino Unido, quien la administra como parte del territorio británico de ultramar de las Malvinas, y la Argentina, quien reclama su devolución, y la integra en el departamento Islas del Atlántico Sur de la provincia de Tierra del Fuego, Antártida e Islas del Atlántico Sur.
Este monte es la segunda más alta de las montañas Hornby, localizándose en el sector sur de esa cadena montañosa, en la zona de la costa occidental del estrecho de San Carlos que lo separa de la Isla Soledad.
Asimismo es la cuarta elevación más alta de la isla Gran Malvina, después de los montes Independencia, Robinson y María. Al igual que las otras montañas Hornby, el monte consiste en una cresta que se extiende hacia el sursudoeste a norte-noroeste en paralelo al estrecho de San Carlos. 
Al oeste, tiene sus nacientes el río Chartres, uno de los más importantes de la isla, y al este se encuentran las islas Cisne.